# Pier Michele Giagaraccio
Pier Michele Giagaraccio (Sassari, ... – 1590?) è stato un giurista e avvocato sardo.
Dotto giureconsulto sassarese del secolo XVI, studiò il diritto e si laureò all'Università di Pisa, dove poi tenne lezioni di Istituzioni civili dal 1565 fino al 1567.
Ritornato in patria, insegnò gratuitamente Giurisprudenza ai suoi concittadini  ed esercitò con lode l'avvocatura.
Coltivò anche con frutto le umane lettere e strinse amicizia con i più famosi letterati sardi del suo tempo: ma la sua morte accaduta poco dopo il 1590 troncò la sua carriera di giurista e di letterato. L'Araolla, col quale avea egli avuto intimità di affetti, scrisse per la sua morte un sonetto italiano in cui lo chiama onor di Sassari e delizia dell'Arno.
Anche i figli si dedicarono con successo agli studi e agli incarichi giuridici. 

## Curiosità
- Dopo la sua morte il cognome della famiglia si è col tempo trasformato in quello attuale di Cesaraccio.